# Rue Faustin-Hélie (Paris)
Pour les articles homonymes, voir Rue Faustin-Hélie.
La rue Faustin-Hélie est une voie du 16e arrondissement de Paris, en France.

## Situation et accès
La rue Faustin-Hélie est une voie publique située dans le 16e arrondissement de Paris. Elle commence 6, place Possoz et finit 10, rue de la Pompe.
Le quartier est desservi par la ligne 9 aux stations Rue de la Pompe et La Muette. On trouve également à proximité la ligne C du RER à la gare de Boulainvilliers.

## Origine du nom
La rue a été nommée en 1885 en l'honneur du jurisconsulte français Faustin Hélie (1799-1884), qui habitait une artère voisine, la rue Marceline-Desbordes-Valmore.

## Historique
La rue est créée en 1854, à la suite du lotissement du parc Guichard, qui a donné son nom à la rue Guichard voisine. L'actuelle rue Faustin-Hélie, voie de la commune de Passy, porte alors le nom de « rue Sainte-Claire ». Elle prend son nom actuel par arrêté du 10 novembre 1885,.

## Bâtiments remarquables et lieux de mémoire

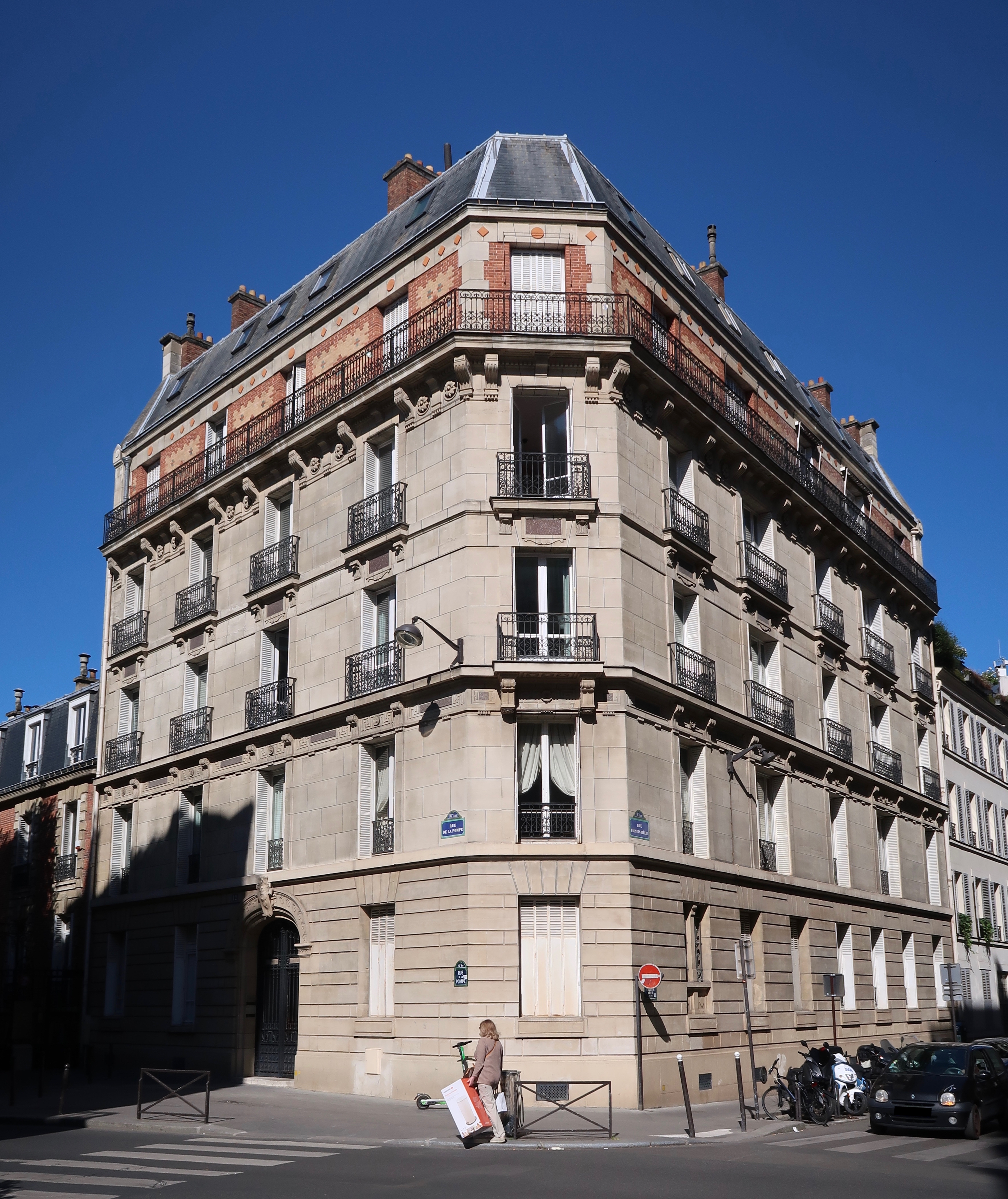
Au croisement avec la rue de la Pompe.